# Trimetopon barbouri
Espèce
Statut de conservation UICN

 DD  : Données insuffisantes
Trimetopon barbouri  est une espèce de serpents de la famille des Dipsadidae.

## Répartition
Cette espèce est endémique du Panama.

## Description
L'holotype de Trimetopon barbouri mesure 260 mm dont 65 mm pour la queue.

## Étymologie
Cette espèce est nommée en l'honneur de Thomas Barbour.

## Publication originale
- Dunn, 1930 : New snakes from Costa Rica and Panamá. Occasional Papers of the Boston Society of Natural History, vol. 5, p. 329-332 (texte intégral).